# Ricardo Mestre
Ricardo Mestre Ventura (Villanueva y Geltrú, 15 de abril de 1906 - Ciudad de México, 13 de febrero de 1997) fue un anarquista pacifista de origen catalán exiliado en México.
Fue miembro de la Confederación Nacional del Trabajo y la Federación Anarquista Ibérica y ofició como juez de paz. Al terminar la guerra civil española, acosado por los comunistas y las fuerzas de Francisco Franco, decide exiliarse en México, donde entabla amistad con otros exiliados españoles e intelectuales mexicanos como Octavio Paz y Gabriel Zaid. En México vende libros, material para pintores, funda Editorial Minerva que difunde textos anarquistas y promueve autores como Rudolf Rocker.
En 1980 fundó la Biblioteca Social Reconstruir, que en aquel entonces estaba ubicada en Morelos 45,  en el Centro Histórico de la Ciudad de México, dedicada a difundir ideas libertarias.  En el acervo de la biblioteca se encuentran libros que no volvieron a editarse como por ejemplo Ricardo Flores Magón. El apóstol de la revolución mexicana, de Diego Abad de Santillán, publicado en 1925; La pornocracia, de Pierre-Joseph Proudhon, editado en 1892; y ejemplares de periódicos de la guerra civil española y de la publicación magonista Regeneración. Actualmente se encuentra en La Raza.

## Vida personal
Estuvo casado con la escritora Silvia Mistral.
Falleció en la Ciudad de México el 13 de febrero de 1997.